# إدفارد كريستيان دانيلسن
إدفارد كريستيان دانيّلسن (بالنرويجية البوكمول: Edvard Christian Danielsen)‏ هو عسكري نرويجي، ولد في 14 أبريل 1888 في ماندال في النرويج، وتوفي بنفس المكان في 30 يناير 1964.